# Lluís Nadal i Oller
Lluís Nadal i Oller   (Cassà de la Selva, 14 de març de 1929 - 27 de març de 2025) va ser un arquitecte català. La seva producció arquitectònica destaca pel rigor constructiu i la precisió en el desenvolupament en planta.

## Biografia
Era germà bessó de l'historiador Jordi Nadal. Va estudiar batxillerat a l'Institut de Girona i al Liceu Francès de Barcelona. Va ingressar a l'Escola d'Arquitectura de Barcelona i el 1957 va obtenir el títol d'arquitecte.
Entre les seves obres trobem el bloc d'habitatges la Vinya a la Zona Franca (1966), el bloc d'habitatges al Carrer Lepant de Barcelona (1968), l'estació d'autobusos de Tarragona (1987), 4 habitatges unifamiliars a la platja de la Fosca de Palamós (1987), l'ETSAV del Vallès (1992) o l'edifici Nexus I (1992) per al Campus Nord de la Universitat Politècnica de Catalunya a Barcelona.